# Soiernhaus
Le Soiernhaus est un refuge de montagne dans le massif des Karwendel. Il est géré par la section de Hochland de la Deutscher Alpenverein (DAV).

## Géographie
Le Soiernhaus se situe dans la vallée des Soiernseen, à l'est du Schöttelkarspitze.

## Histoire
Soiernhaus désigne deux bâtiments, l'Obere et l'Untere Soiernhaus, appelés aussi les Soiernhäuser. Les Soiernhäuser sont construits en 1866 par le maître charpentier Schwarzenberger aus Lenggries pour Louis II de Bavière qui désire un relais de chasse. Louis II vient au refuge pour la première fois en 1868. Le roi ne chasse pas, il vient pour la tranquillité de l'endroit. Pour accéder au Soiernkessel, les chemins deviennent carrossables pour le roi à cheval.
Les laquais doivent préparer le relais pour le séjour du roi avant son arrivée ; c'est pourquoi un chemin s'appelle Lakaiensteig.
Les deux maisons passent sous la gestion de la DAV en 1920, la maison supérieure devient un refuge. La maison en bas est rénové en 1946 pour le sauvetage en montagne de Bavière qui l'occupe hiver et été.

## Sites à proximité
Ascension
- De Krün : environ trois heures trois quarts de marche
- De Mittenwald par le Krinner-Kofler-Hütte : environ cinq heures trois quarts de marche

Autres refuges
- Hochlandhütte : environ six heures
- Krinner-Kofler-Hütte : environ deux heures trois quarts
- Karwendelhaus : environ huit heures

Sommets
- Schöttelkarspitze (2 050 m) : environ une heure et demie
- Soiernspitze (2 257 m) : environ deux heures et demie
- Krapfenkarspitze (2 109 m) par le Gumpenkarspitze (2 019 m)  : environ deux heures et demie